# V Premis Turia
Els V Premis Turia foren concedits el juliol de 1996 per la revista valenciana Cartelera Turia amb la intenció de guardonar les persones i col·lectius que haguessen destacat l'any anterior en qualsevol de les categories i seccions que cobria la revista: cinema (pel·lícula espanyola i estrangera, actor i actriu), teatre, arts plàstiques, literatura, gastronomia, mitjans de comunicació, esports, música, literatura, etc. La llista de guanyadors era escollida per l'equip de redactors i col·laboradors de la revista.
El premi consistia en una estàtua que imitava la que sortia a la mítica pel·lícula El falcó maltès (1950) de John Huston.

## Guardons
Els guanyadors de l'edició foren:
| Categoria                                     | Premiat                                          | Labor premiada                                                                             |
| --------------------------------------------- | ------------------------------------------------ | ------------------------------------------------------------------------------------------ |
| Millor Pel·lícula Espanyola                   | Nadie hablará de nosotras cuando hayamos muerto  | Agustín Díaz Yanes                                                                         |
| Millor Pel·lícula Estrangera                  | Lamerica                                         | Gianni Amelio                                                                              |
| Millor Opera Prima                            | Antártida                                        | Manuel Huerga                                                                              |
| Millor Actor                                  | Carlos Fuentes Cuervo                            | Antártida                                                                                  |
| Millor Actriu                                 | Rosana Pastor                                    | Terra i llibertat                                                                          |
| Premi Especial de Cinema                      | Manuel Gutiérrez Aragón                          | El rey del río                                                                             |
| Millor contribució teatral                    | José Luis Gómez                                  | Retablo de la avaricia, la lujuria y la muerte                                             |
| Menció especial teatre                        | Sala Escalante                                   | 10è Aniversari                                                                             |
| Millor contribució gastronòmica               | El Ángel Azul                                    | -                                                                                          |
| Millor contribució als mitjans de comunicació | Júlia Otero                                      | La radio de Julia                                                                          |
| Millor contribució literària                  | Alfons Cervera                                   | El color del crepúsculo                                                                    |
| Premi Especial Literatura                     | Javier Alfaya                                    |                                                                                            |
| Millor contribució esportiva                  | Fernando Gómez Colomer                           |                                                                                            |
| Millor contribució musical                    | Orquestra de València                            |                                                                                            |
| Millor contribució a les arts plàstiques      | Miguel Calatayud Cerdán                          | L'aventura del dibuixant                                                                   |
| Millor contribució cívica                     | Coordinadora Salvem el Botànic, Recuperem Ciutat |                                                                                            |
| Premi Especial                                | Centre Excursionista de València                 | 50è Aniversari                                                                             |
| Premi Especial Humor                          | Moncho Alpuente                                  | --                                                                                         |
| Millor pel·lícula porno «El rincón del piu»   | Le parfum de Mathilde                            | Marc Dorcel                                                                                |
| Millor Actriu Porno Europea                   | Selen                                            | -                                                                                          |
| Premi Huevo de Colón                          | Xuso Civera i J.R. Seguí                         | manteniment de la trinxera cívica i cultural entre les séquies reials de Montcada i Xúquer |

## Premi per votació dels lectors
| Categoria                    | Pel·lícula                                      | Director           |
| ---------------------------- | ----------------------------------------------- | ------------------ |
| Millor pel·lícula espanyola  | Nadie hablará de nosotras cuando hayamos muerto | Agustín Díaz Yanes |
| Millor pel·lícula estrangera | Il postino                                      | Michael Radford    |